# Vilar Chão (Alfândega da Fé)
Vilar Chão es una freguesia portuguesa del municipio de Alfândega da Fé, con 24,77 km² de área y 326 habitantes (2001). Densidad de población: 13,2 hab/km².